# 劉発
劉 発（りゅう はつ、? - 紀元前127年）は、前漢の皇族。景帝の七男で、武帝の異母兄。劉氏長沙国の初代王で、光武帝の先祖として知られる。

## 略歴
母の唐姫は、景帝の寵姫である程姫の侍女であった。ある日、景帝は程姫を召し出したが、程姫は月経があって召し出しに応じることを望まなかったので、侍女の唐氏を飾らせて代役に立てた。景帝はその時酔っていて気づかずに彼女と同衾し、唐氏はそれで妊娠した。あとからそれが発覚したので、子供が生まれるとそのことにちなんで「発」と名づけた。
劉発は景帝前2年（紀元前155年）に長沙王に立てられた。母が微賤で寵愛されていなかったため、貧しい国に封じられたのである。景帝後2年（紀元前142年）、諸王が長安に入朝した際、王が前に出て歌舞をするよう命じられた。長沙王劉発は手を小さく出す不恰好な舞いであったために周りの者が笑った。景帝が怪しんで聞くと、「私の国は狭いものですから、十分に旋回することも出来ないのです」と答えた。景帝はそこで武陵、零陵、桂陽を長沙国に加増してやった。
元朔2年（紀元前127年）に死去し、定王と諡された。長沙王は子の劉庸以後も続いたが一時断絶し、復興を許されて王莽の時代になるまで続いた。
また、劉発は成長した8人の子供たちに領地を与え列侯とした。

## 子
- 長沙戴王 劉庸 - 新末の僭称帝・劉望の祖。
- 安城思侯 劉蒼
- 宜春侯 劉成
- 句容哀侯 劉党
- 容陵侯 劉福
- 路陵侯 劉童
- 攸輿侯 劉則
- 茶陵節侯 劉訢
- 建成侯 劉拾
- 安衆康侯 劉丹 - 慎靖侯劉隆・魏の侍中劉廙と西晋の劉喬（劉廙の従孫）の祖。
- 葉平侯 劉喜
- 夫彝敬侯 劉義
- 舂陵節侯 劉買 - 更始帝劉玄・後漢の光武帝劉秀・蜀漢の昭烈帝劉備[2]らの祖。
- 都梁敬侯 劉定
- 洮陽靖侯 劉狩燕
- 衆陵節侯 劉賢